# Иргень (село)
Ирге́нь — село в Читинском районе Забайкальского края России. Входит в сельское поселение «Беклемишевское».

## География
Расположено в 93 км (по автодороге) к западу от города Читы, на левом берегу реки Хилок, в 1 км от восточного берега озера Иргень, в 21 км юго-западнее центра сельского поселения — села Беклемишево.

## История
Енисейский стрелецкий сотник, землепроходец П. И. Бекетов в 1653 году основал на берегу озера Иргень острог — один из первых на территории Забайкалья. В начале XVIII века острог был упразднён.

## Население
| 2010 | 2021 |
| ---- | ---- |
| 433  | ↘352 |